# Echoes, Silence, Patience & Grace
Echoes, Silence, Patience & Grace (en español: Ecos, silencio, paciencia y gracia) es el sexto álbum de la banda de rock alternativo Foo Fighters, que fue lanzado el 25 de septiembre de 2007. El disco fue producido por Gil Norton, quien había trabajado con la banda en la grabación del álbum The Colour and the Shape en 1997. Vendió 135.685 copias en su primera semana en el Reino Unido, además de llegar al disco de platino en sólo cinco días en Australia, y en siete en Nueva Zelanda. En Estados Unidos, el disco vendió en su primera semana 168.688 copias, alcanzando el tercer puesto en el Billboard 200.
El primer sencillo del álbum es «The Pretender» que en su tercera semana en el ranking US Hot Modern Rock Tracks ya alcanzó el primer lugar. El segundo sencillo lanzado fue «Long Road to Ruin». El tercer sencillo lanzado fue «Let It Die», dedicado a la relación llevada entre Kurt Cobain y Courtney Love. Los tres sencillos del álbum alcanzaron el primer lugar en el Billboard Modern Rock Tracks. Es la primera vez que los Foo Fighters logran esto en toda su carrera.
La canción «The Ballad of the Beaconsfield Miners» está dedicada a los dos mineros atrapados en un colapso en dicha ciudad australiana, durante el cual pidieron música de Foo Fighters, con lo que Grohl se decidió a dedicarles esta canción. Cuenta con la aportación de la guitarrista Kaki King.

## Lista de canciones
Todas las canciones fueron escritas por Dave Grohl, Taylor Hawkins, Chris Shiflett y Nate Mendel, excepto donde sea indicado.
| N.º   | Título                                      | Duración |  |
| 1.    | «The Pretender»                             | 4:29     |  |
| 2.    | «Let It Die»                                | 4:05     |  |
| 3.    | «Erase/Replace»                             | 4:13     |  |
| 4.    | «Long Road to Ruin»                         | 3:44     |  |
| 5.    | «Come Alive»                                | 5:10     |  |
| 6.    | «Stranger Things Have Happened» (Grohl)     | 5:21     |  |
| 7.    | «Cheer Up, Boys (Your Make Up Is Running)»  | 3:41     |  |
| 8.    | «Summer's End»                              | 4:37     |  |
| 9.    | «Ballad of the Beaconsfield Miners» (Grohl) | 2:32     |  |
| 10.   | «Statues»                                   | 3:47     |  |
| 11.   | «But, Honestly»                             | 4:35     |  |
| 12.   | «Home»                                      | 4:52     |  |
| 51:03 |                                             |          |  |

### Otras canciones (CD 2)
1. «If Ever»
2. «Bangin»
3. «Seda»
4. «Keep the Car Running» (Arcade Fire Cover)
5. «Holiday in Cambodia» (Dead Kennedys Cover)
6. «Band on the Run» (The Wings Cover)
7. «Once and for All» (Demo)
8. «Goodbye Lament»
9. «Rock and Roll» (Led Zeppelin Cover)
10. «Ramble On» (Led Zeppelin Cover)

## Posicionamiento en las listas
| Año  | Sencillo            | Listas                          | Posición |
| ---- | ------------------- | ------------------------------- | -------- |
| 2007 | "The Pretender"     | U.S. Modern Rock Tracks         | 1        |
| 2007 | "The Pretender"     | U.S. Mainstream Rock Tracks     | 1        |
| 2007 | "The Pretender"     | Australian JTV (AUST)           | 1        |
| 2007 | "The Pretender"     | UK Singles Chart (UK)           | 8        |
| 2007 | "The Pretender"     | RIANZ Singles Chart (NZ)        | 9        |
| 2007 | "The Pretender"     | Billboard Hot 100               | 37       |
| 2007 | "Long Road to Ruin" | UK Rock Chart                   | 1        |
| 2007 | "Long Road to Ruin" | Modern Rock Tracks              | 1        |
| 2007 | "Long Road to Ruin" | Mainstream Rock Tracks          | 2        |
| 2007 | "Long Road to Ruin" | New Zealand RIANZ Singles Chart | 32       |
| 2007 | "Long Road to Ruin" | UK Singles Chart (UK)           | 35       |
| 2007 | "Long Road to Ruin" | German Singles Chart            | 97       |
| 2008 | "Long Road to Ruin" | U.S. Billboard Hot 100          | 89       |
| 2008 | "Let It Die"        | Modern Rock Tracks              | 1        |
| 2008 | "Let It Die"        | Mainstream Rock Tracks          | 5        |
| 2008 | "Let It Die"        | U.S. Bubbling Under Hot 100     | 6        |
| 2008 | "Let It Die"        | Canadá Hot 100                  | 60       |